# Mistrzostwa Świata w Piłce Nożnej 1962 (eliminacje)
W kwalifikacjach do Mistrzostw Świata 1962 udział wzięło 56 drużyn. Brazylia jako obrońca tytułu oraz Chile jako gospodarze automatycznie awansowali do turnieju. Eliminacje po raz kolejny zostały podzielone na strefy kontynentalne, kontrolowane przez następujące organizacje: UEFA w Europie, CONMEBOL w Ameryce południowej, NAFC w Ameryce Północnej, CCCF w Ameryce Środkowej i na Karaibach, AFC w Azji, CAF w Afryce oraz OFC w Oceanii (od 1966 roku).
14 wolnych miejsc zostało następująco rozdzielone pomiędzy konfederacje:
- UEFA - 8 miejsc + 2 x 0.5 w barażach interkontynentalnych, o które walczyło 30 zespołów (w tym Izrael i Etiopia).
- CONMEBOL - 3 miejsca + 2 (gospodarz i obrońca tytułu) + 0.5 w barażu interkontynentalnym, o które walczyło 7 reprezentacji.
- NAFC + CCCF - 0.5 miejsca w barażu interkontynentalnym o które walczyło 8 reprezentacji.
- CAF - 0.5 miejsca, o które walczyło 6 reprezentacji.
- AFC - 0.5 miejsca, o które walczyły 3 reprezentacje.

## Wyniki

### Baraże interkontynentalne

#### Baraż UEFA vs CAF
| 1 12 listopada 1961 | Maroko | 0:10:0raport | Hiszpania · 80' Luis Del Sol | Marsel Serdin, Casablanca Widzów: 25 000 Sędzia: Daniel Melle |
|                     |        |              |                              |                                                               |

| 2 23 listopada 1961 | Hiszpania · Eulogio Martinez 11' · Alfredo di Stéfano 44' · Enrique Collar 60' | 3:22:1raport | Maroko · 40' Selam Mohamed Riahi · 75' Labri Ben Belaid | Santiago Bernabeu, Madryt Widzów: 26 490 Sędzia: Casere Jonni |
|                     |                                                                                |              |                                                         |                                                               |

AWANS:  Hiszpania

#### Baraż UEFA vs AFC
| 1 8 października 1961 | Jugosławia · Zvezdan Cebinac 42' · Dragoslav Sekularac 54', 69' · Petar Radakovic 67' · Milan Galic 89' | 5:11:0raport | Korea Południowa · 81' Chung Sun Chan | Stadion J.N.A., Belgrad Widzów: 20 000 Sędzia: Jaen Ioannidis |
|                       | |              |                                       |                                                               |

| 2 26 listopada 1961 | Korea Południowa · Yu Pan Sun 61' | 1:30:2raport | Jugosławia · 17', 27' Milan Galic · 87' Drazen Jerkovic | Hiochang Municipal, Seul Widzów: 25 000 Sędzia: Mek Yung Fay |
|                     |                                   |              |                                                         |                                                              |

AWANS:  Jugosławia

#### Baraż CONMEBOL vs NAFC/CCCF
| 1 29 października 1961 | Meksyk · Salvador Reyes 66' | 1:00:0raport | Paragwaj | Universitario, Meksyk Widzów: 30 000 Sędzia: Walter van Rosberg |
|                        |                             |              |          |                                                                 |

| 2 5 listopada 1961 | Paragwaj | 0:0raport | Meksyk | Puerta Sajonia, Asunción Widzów: 25 000 Sędzia: Pablo Victor Vaga |
|                    |          |           |        |                                                                   |

AWANS:  Meksyk

## Awans
| Drużyna        | Strefa kwalifikacyjna       | Występy   | Najlepszy wynik                  | Ostatni występ |
| -------------- | --------------------------- | --------- | -------------------------------- | -------------- |
| Anglia         | UEFA 6                      | 3         | Ćwierćfinał (1954)               | 1958           |
| Argentyna      | CONMEBOL 1                  | 3         | 2 miejsce (1930)                 | 1958           |
| Brazylia       | CONMEBOL (obrońca tytułu)   | 6         | Mistrzostwo (1958)               | 1958           |
| Bułgaria       | UEFA 2                      | debiutant | debiutant                        | debiutant      |
| Czechosłowacja | UEFA 8                      | 4         | 2 miejsce (1934)                 | 1958           |
| Chile          | CONMEBOL (gospodarz)        | 2         | 1 runda (1930, 1950)             | 1950           |
| Jugosławia     | baraż UEFA vs AFC           | 4         | 3 miejsce (1930)                 | 1958           |
| Hiszpania      | baraż UEFA vs CAF           | 2         | 4 miejsce (1950)                 | 1950           |
| Kolumbia       | CONMEBOL 3                  | debiutant | debiutant                        | debiutant      |
| Meksyk         | baraż CONMEBOL vs NAFC/CCCF | 4         | 1 runda (1930, 1950, 1954, 1958) | 1958           |
| RFN            | UEFA 3                      | 4         | Mistrzostwo (1954)               | 1958           |
| Szwajcaria     | UEFA 1                      | 4         | Ćwierćfinał (1934, 1938, 1954)   | 1954           |
| Urugwaj        | CONMEBOL 2                  | 3         | Mistrzostwo (1930, 1950)         | 1954           |
| Węgry          | UEFA 4                      | 4         | 2 miejsce (1938, 1954)           | 1958           |
| Włochy         | UEFA 7                      | 3         | Mistrzostwo (1934, 1938)         | 1954           |
| ZSRR           | UEFA 5                      | 1         | Ćwierćfinał (1958)               | 1958           |